# Cannes (Pulla)
Cannes (llatí Cannae, grec antic Κάνναι, italià Canne della Battaglia), en l'antiguitat, era una ciutat de la Pulla a la riba sud de l'Aufidus, (avui en italià Ofanto), a uns 10 km de la desembocadura. Avui fa part del municipi de Barletta.
És cèlebre per la batalla de Cannes nom entre els romans i cartaginesos el 216 aC guanyada per Hanníbal. Torna a ser esmentada a la guerra social quan fou l'escenari d'un combat entre el general romà Cosconius i el samnita Trebatius. En aquest temps encara era una fortalesa romana.
La ciutat va obtenir el rang de municipi i el va mantenir durant l'imperi. Al final de l'Imperi, al segle v, era seu d'un bisbe. Va existir fins que al segle xiii es va despoblar. Avui són unes ruïnes que porten el nom italià de Canne, que encara es poden veure a uns 15 km de Canossa (antiga Canusium).
Un lloc anomenat Pozzo di Emilio, sota el turó que ocupava la ciutat, se suposa que marcava el lloc on el cònsol Emili va morir, però no en hi ha proves serioses.
Al peu de l'antiga ciutadella romana, s'ha instal·lat el centre d'interpretació Antiquarium. S'hi troba informació per comprendre l'estructura i els vestigis romans, paleocristians i medieval del lloc.